# Mesochorus kuwayamae
Mesochorus kuwayamae är en stekelart som beskrevs av Matsumura 1926. Mesochorus kuwayamae ingår i släktet Mesochorus och familjen brokparasitsteklar. Inga underarter finns listade i Catalogue of Life.